# Willy Walb
Willy Walb (* 12. März 1890 in Heidelberg; † 27. Juni 1962 in Stuttgart) war ein deutscher Ingenieur, Automobilrennfahrer und Rennleiter.

## Karriere

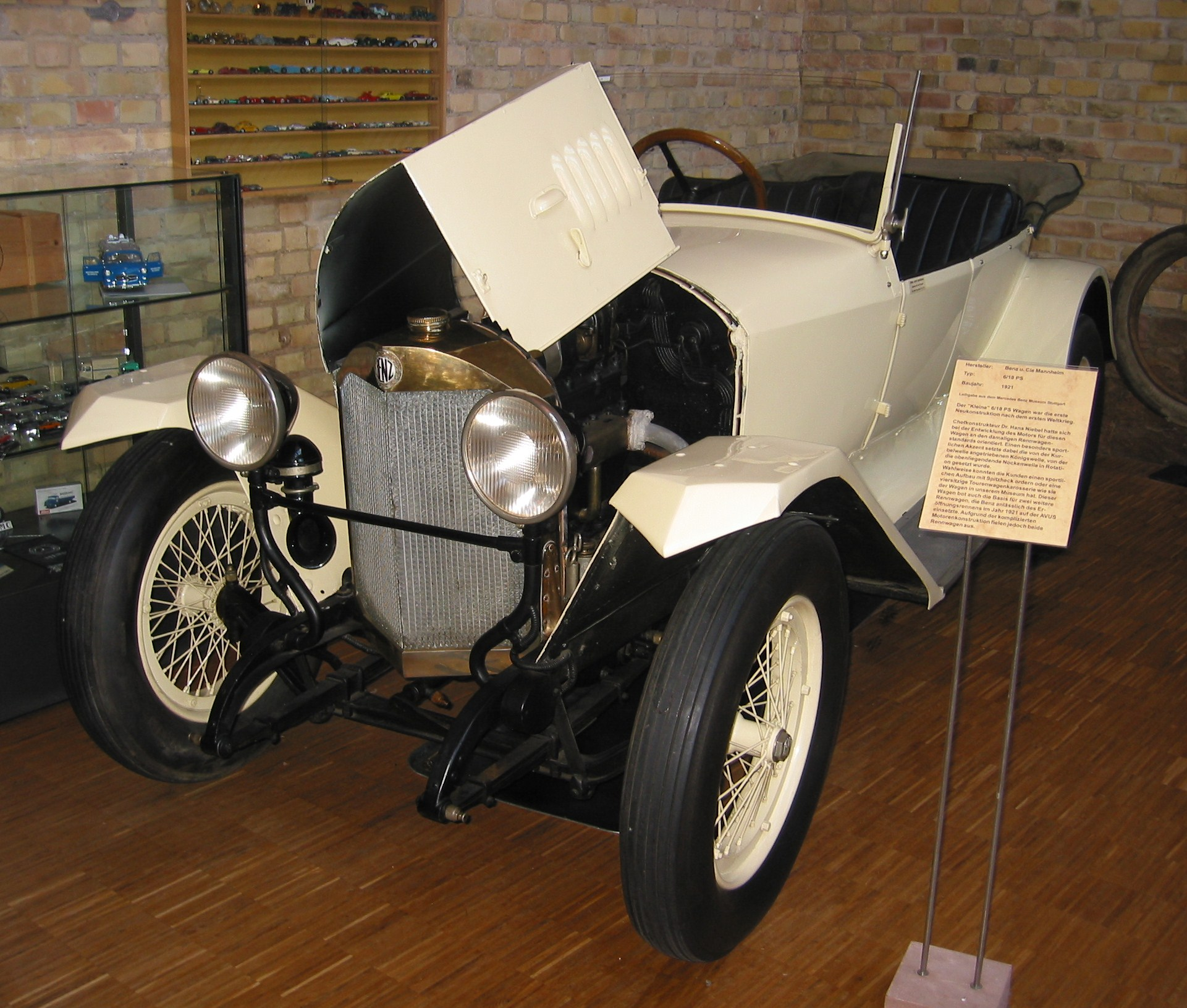
Benz 6/18 PS (1921)

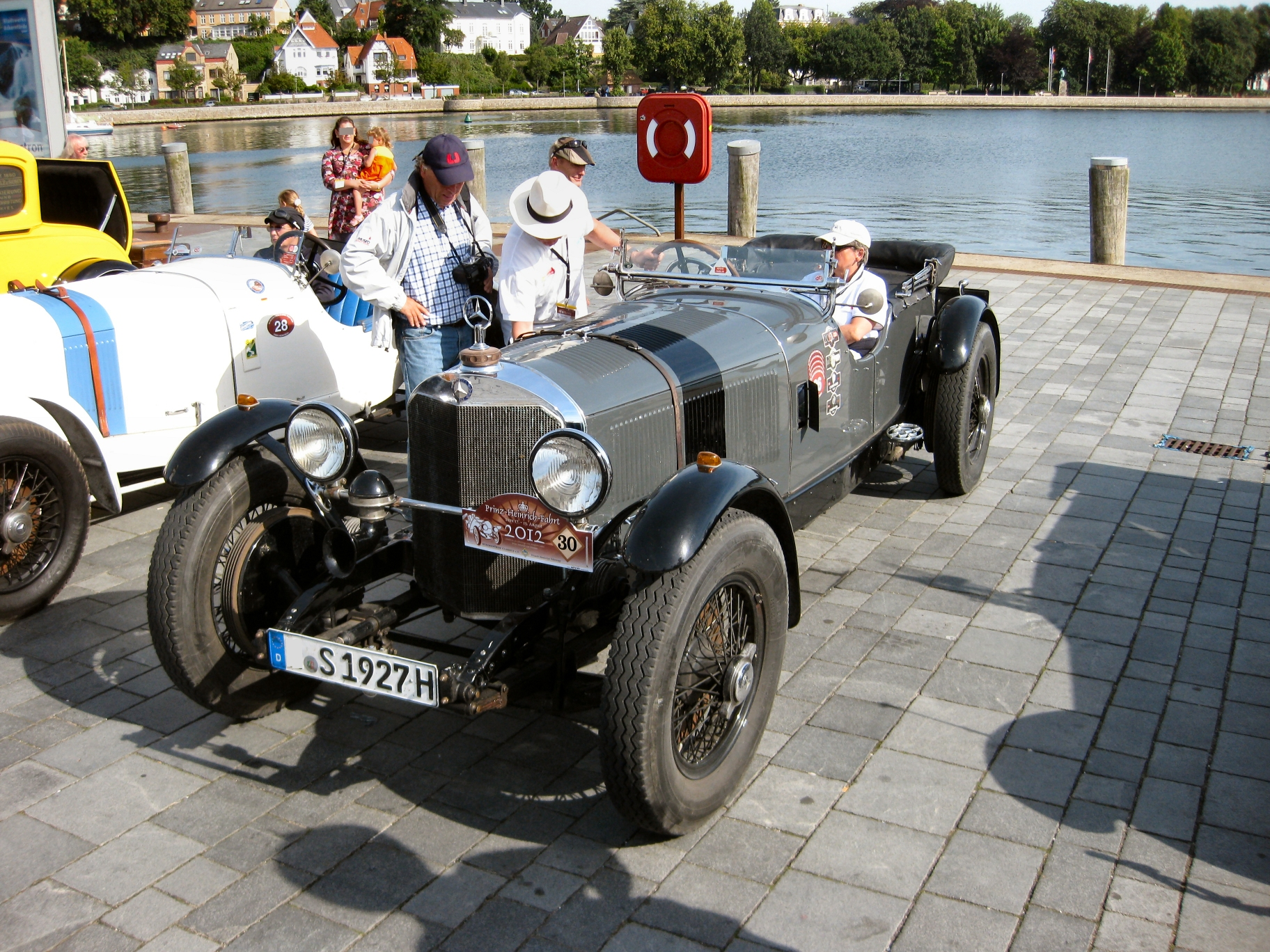
Mercedes-Benz Typ SS, Rennausführung

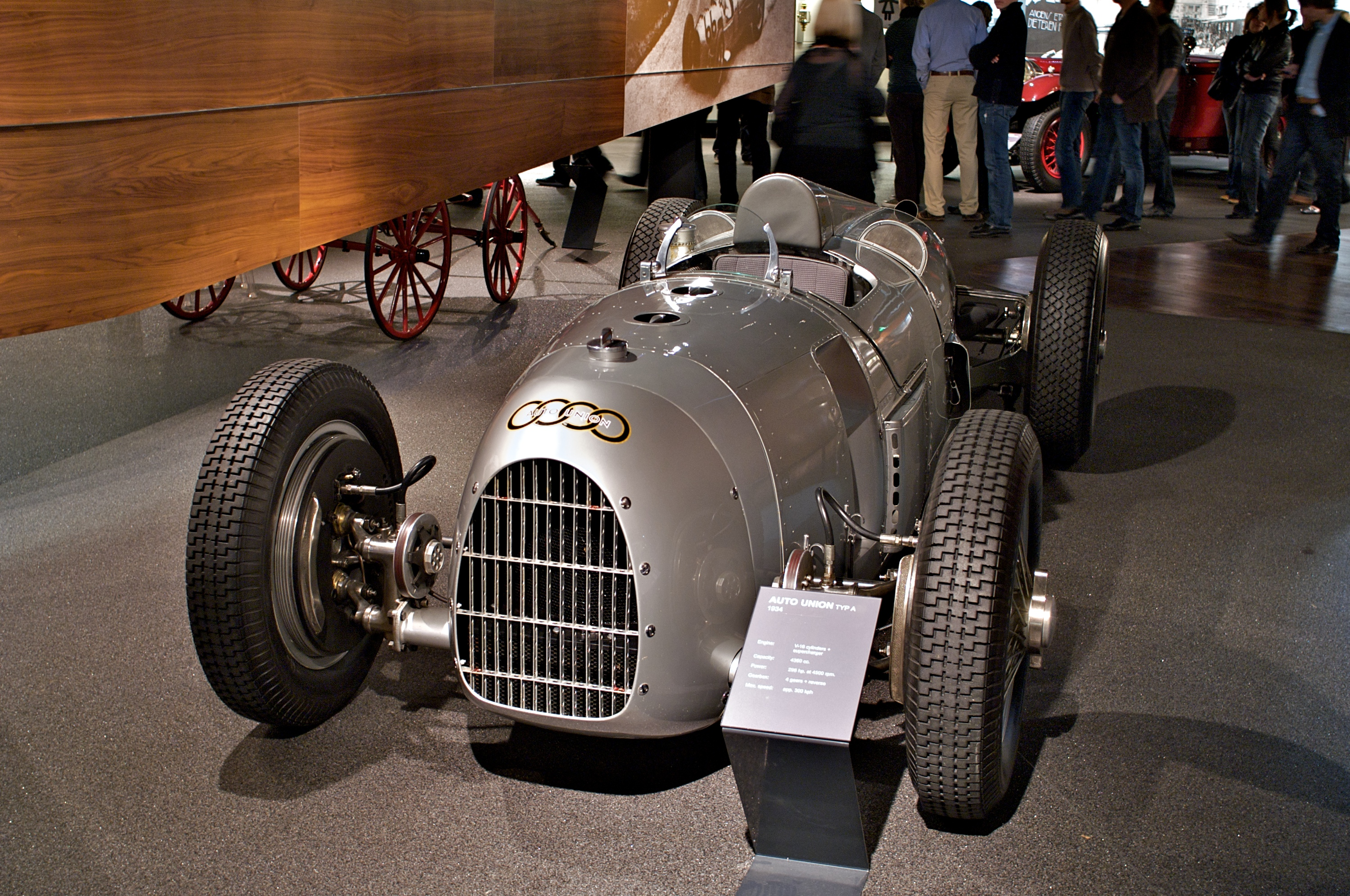
Auto Union Typ A

Willy Walb begann seine Karriere im Jahr 1914 als Ingenieur in der Flugmotoren-Abteilung bei der Benz & Cie. In den frühen 1920er-Jahren wechselte er in die Versuchsabteilung des Rennteams. Für dieses trat er auch bei Rennen an und gewann beispielsweise auf Benz 6/18 PS im Oktober 1921 die Gesamtwertung der Klasse I beim Baden-Badener Automobilturnier. Außerdem war er an der Entwicklung des Benz-Tropfenwagens beteiligt, den er auch einige Male pilotierte. So siegte Walb damit in der Klasse der Sportwagen bis 5 Liter Hubraum beim Schauinsland-Rennen 1925.
Im Sommer 1926 fusionierten die Benz & Cie. und die Daimler-Motoren-Gesellschaft zur Daimler-Benz-AG. Am 12. September des Jahres gewann Willy Walb auf dem neu vorgestellten Modell K die Klasse der Sportwagen mit mehr als 5 Liter Hubraum bei Rund um die Solitude in Stuttgart. Bei diesem Rennen praktizierte Mercedes-Rennleiter Alfred Neubauer erstmals ein Zeichensystem, das mit Hilfe von Flaggen und Informationstafeln eine detaillierte Kommunikation zwischen Box und Fahrern sowie einen präzise geplanten Ablauf der Boxenstopps zuließ. Beim Großen Preis von Deutschland 1927 für Sportwagen auf dem Nürburgring, der über eine Renndistanz von 509,4 km führte, wurde Walb hinter seinen Teamkollegen Otto Merz und Christian Werner auf Mercedes-Benz Typ S Dritter und komplettierte somit den Dreifachsieg.
Beim Deutschland-Grand-Prix des folgenden Jahres wurde dieser Dreifacherfolg wiederholt. Am 15. Juli 1928 herrschte auf der Nordschleife große Hitze, sodass sich die Fahrer in ihren SS-Typen ablösten. Christian Werner brachte den Wagen von Rudolf Caracciola an erster Stelle ins Ziel, Merz wurde Zweiter und Walb zusammen mit Werner Dritter.
Danach arbeitete Willy Walb eine Zeit lang als Assistent von Mercedes-Rennleiter Alfred Neubauer.
Zur Saison 1934 startete die in Chemnitz ansässige Auto Union AG mit einem Werksteam ihr Engagement im internationalen Grand-Prix-Sport und Walb wurde als Rennleiter verpflichtet. Das Team setzte den unter Mitwirkung von Ferdinand Porsche entstandenen Typ A ein, der über einen Sechzehnzylinder-V-Motor mit 4,4 l Hubraum und Aufladung durch ein Roots-Gebläse verfügte und in neuartiger Mittelmotor-Bauweise konstruiert war. Als Fahrer fungierten Hans Stuck und Hermann zu Leiningen, August Momberger und Wilhelm Sebastian waren Reservepiloten. Stuck gewann am 15. Juli des Jahres auf dem Nürburgring mit dem Großen Preis von Deutschland das erste bedeutende Rennen für die Auto Union. Später folgten durch Stuck Siege beim Großen Preis der Schweiz in Bremgarten und beim Masaryk-Grand-Prix in Brünn.
Im Oktober 1934, nach Saisonende, führte die Auto Union auf Nord- und Südschleife des Nürburgrings einen Sichtungslehrgang mit zwölf neuen Piloten durch. Es nahmen unter anderem Paul Pietsch, Bernd Rosemeyer, Rudolf Steinweg, Hans Soenius und Otto Ley teil. Pietsch und Rosemeyer waren die Schnellsten und wurden von Walb als Piloten für die kommende Saison ausgewählt. Besonders der damalige Motorradrennfahrer und DKW-Werksfahrer Rosemeyer bewies sich als sehr gute Wahl und gewann bereits 1936 auf dem Typ B die Grand-Prix-Europameisterschaft für die Auto Union AG.
In die Saison 1935 startete die von Willy Walb geführte Auto-Union-Rennabteilung mit dem Typ B, einem in 56 Punkten verbesserten und auf 4,9 Liter Hubraum vergrößerten Typ A. Als Fahrer fungierten weiterhin Hans Stuck und Hermann zu Leiningen sowie die italienische Neuverpflichtung Achille Varzi. Reservepiloten waren die im Herbst des Vorjahres ausgewählten Paul Pietsch und Bernd Rosemeyer. Momberger, der ein schwieriges Verhältnis zu Walb hatte, und Sebastian, der sich nicht für schnell genug für die Europameisterschaft hielt, wurden nicht mehr berücksichtigt, arbeiteten aber in anderen Funktionen weiterhin für das Unternehmen.
Die Saison verlief wenig zufriedenstellend für die Auto Union. Stuck gewann mit dem Großen Preis von Italien in Monza einen einzigen EM-Lauf. Varzi siegte bei den nicht zur EM zählenden Rennen um den Großen Preis von Tunesien sowie um die Coppa Acerbo und Rosemeyer fuhr beim Masaryk-Grand-Prix seinen ersten Sieg ein. In der Gesamtwertung der Europameisterschaft feierte Mercedes-Benz mit dem neuen W 25 und den Piloten Rudolf Caracciola, Luigi Fagioli und Manfred von Brauchitsch einen Dreifachsieg. Danach folgten die Alfa Romeo von Tazio Nuvolari und René Dreyfus. Stuck schnitt als bester Auto-Union-Pilot punktgleich mit Dreyfus ab, Rosemeyer folgte auf Rang sieben des Endklassements und Varzi wurde Neunter.
Zum 1. September 1935 verpflichtete die Auto Union Karl Otto Feuereissen als neuen Leiter seiner Rennabteilung. Zwar sicherte man Walb zu, dass er die technische Leitung der Abteilung behalten und als Gutachter des Vorstands alle Rennen besuchen sollte, machte diese Zusagen aber im Dezember 1935 rückgängig. Willy Walb wurde ins Werk Chemnitz-Siegmar versetzt, wo er die Entwicklung des Wanderer W 25 K vollenden sollte. Außerdem wurde ihm die Auszahlung vertraglich zugesicherter Prämien und eines angemessenen Gehaltsausgleiches verweigert. Walb erlitt einen Nervenzusammenbruch und fühlte sich als Sündenbock für das schlechte Abschneiden in der Saison 1935, wies eine Schuld daran aber vehement von sich. Nach Ende der Rennsaison 1935 hatte er nie wieder etwas mit der Auto-Union-Rennabteilung zu tun.
Per 1. Februar 1936 wechselte Willy Walb in die Behördenabteilung der Auto Union nach Berlin und arbeitete dort als Leiter des technischen Außendienstes. Er betreute prominente Fahrer in den Ministerien sowie in den Partei- und Wehrmachtsstellen. Weiterhin hielt er Verbindung zu den Waffenprüfabteilungen des Heereswaffenamtes sowie zu den Kraftfahrschulen der Wehrmacht und der paramilitärischen Organisationen und beschäftigte sich mit Aufmarschwagenangelegenheiten. Walb blieb Angestellter der Auto Union bis zu deren Auflösung kurz nach dem Zweiten Weltkrieg.
Willy Walb starb am 27. Juni 1962 im Alter von 72 Jahren in Stuttgart.

## Verweise